# 퀴라소의 코로나19 범유행
다음은 퀴라소의 코로나바이러스감염증-19 범유행에 대한 글이다. 퀴라소의 첫 확진자는 네덜란드에서 온 68세 남성으로 확인되었다.

## 연혁
2020년 3월 13일, 유진 루헤나트 총리는 네덜란드에서 도착해 퀴라소에서 휴가를 보내고 있는 68세의 남성이 퀴라소의 첫 확진자임을 발표했다. 두 번째 확진자는 첫 확진자의 아내이다.
또한 유럽으로부터 오는 모든 비행이 중단될 것이라고 발표하였다.
3월 18일, 퀴라소 의료 센터에서 치료를 받던 남성 확진자가 사망하였다. 현재는 2명의 확진자가 완치를 받은 것으로 확인되었다.

## 같이 보기
- 나라별 코로나19 범유행
- 북아메리카의 코로나19 범유행